# PSO167-13
PSO167-13 é um quasar criado 850 milhões de anos após o Big Bang, o mais distante buraco negro encoberto que já se viu até 2019. 